# Mezei pacsirta
A mezei pacsirta (Alauda arvensis) a madarak (Aves) osztályának verébalakúak (Passeriformes) rendjébe és a pacsirtafélék (Alaudidae) családjába tartozó faj. Népies nevei: szántóka, dalos pacsirta, szántó pityer.

## Előfordulása
Európa és Ázsia jelentős részén és Észak-Afrikában költ.
Betelepítették Új-Zéland, Ausztrália, Tasmania, a Kenguru-sziget, a Lord Howe sziget, a Hawaii-szigetek és Kanada területére.
Az Egyesült Államokba való meghonosítása nem járt sikerrel. Az erdőségek és a vízi élőhelyek kivételével mindenütt előfordul.

## Alfajok
- A. a. scotica (Tschusi, 1903) - északnyugat-Európa;
- A. a. arvensis (Linnaeus, 1758) - észak-, nyugat- és közép-Európa;
- A. a. guillelmi (Witherby, 1921) - északnyugat-Spanyolország, észak-Portugália;
- A. a. sierrae (Weigold, 1913) - dél- és közép-Spanyolország, dél-Portugália;
- A. a. cantarella (Bonaparte, 1850) - dél-Európa (Spanyolország északkeleti részétől a Kaukázusig);
- A. a. harterti (Whitaker, 1904) - északnyugat-Afrika;
- A. a. armenica (Bogdanov, 1879) - délkelet-Törökországtól észak-Iránig;
- A. a. dulcivox (Hume, 1872) - költési területe az európai Oroszország délkeleti részétől és nyugat-Szibériától észak-Kazahsztánig, északnyugat-Kínáig és délnyugat-Mongóliáig;
- A. a. intermedia (Swinhoe, 1863) - költési területe Északkelet-Szibériától északkelet-Kínáig és Koreáig;
- A. a. kiborti (Zaliesski, 1917) - költési területe az Altajtól észak- és kelet-Mongólián keresztül északnyugat-Mandzsúriáig;
- A. a. pekinensis (Swinhoe, 1863) - költési területe északkelet-Szibériától Kamcsatkán keresztül a Kuril-szigetekig;
- A. a. lonnbergi (Hachisuka, 1926) - költési területe észak-Szahalin.

Egyes rendszerezések a japán mezeipacsirtát nem külön fajnak, csak alfajnak tekintik (A. a. japonica).

## Megjelenése
Hossza 20-25 centiméter, szárnyfesztávolsága 30 centiméter, testtömege 26-50 gramm. A tojó kisebb, mint a hím. A háta világos- és sötétbarna foltokkal pettyezett, a hasa piszkosfehér. A hímek fejét búb díszíti.

## Életmódja
Tápláléka különféle rovarokból, rovarlárvákból, gilisztákból áll, fiókáinak főleg hernyókat hord.
Szeptember táján csapatokba verődik és november elején kezd vonulni. A csapatok létszáma 150-200 ezer is lehet, a mezei pacsirtákhoz más énekesmadarak csatlakoznak. A mezei pacsirta 5-6, fogságban 20 évig is elél.

## Szaporodása
Az ivarérettséget egyéves korban éri el. A fészek kialakításában nagy szerepe van a domborzatnak: gödröcskékben, talajrepedésekben, állatnyomokban, trágyadombok mellett építhet fészket, amelyet olykor zivatar utáni elöntés fenyeget. A gödröt kikaparja és szárakkal, fűvel béleli. Az első fészekalja 4-5 tojásból, a második 3-4 tojásból áll. Csak a tojó kotlik. A költési idő 12-13 nap, a fiókákat mindkét szülő eteti. Visszatértükkor sohasem a fészek peremére érkeznek, hanem attól kicsit távolabb landolnak, így nem vezetik a fészek nyomára a ragadozókat. A fiókák háromhetes korukra tanulnak meg repülni.
|  |  |  |

## Kárpát-medencei előfordulása
Rendszeres fészkelő. Dél-Európában telel át, de néha, enyhébb teleken kisebb csoportok itt is maradhatnak. A magyarországi párok számát laza becslések szerint 300 000 és 800 000 közé teszik.

## Érdekességek
A mezei pacsirta éneke ihlette Percy Bysshe Shelley Egy mezei pacsirtához (To a Skylark) című költeményét.